# Quai de la Marne (Joinville-le-Pont)
Pour les articles homonymes, voir Quai de la Marne.
Le quai de la Marne est une voie de communication de la ville de Joinville-le-Pont.

## Situation et accès
Il est desservi par la gare de Joinville-le-Pont.

## Origine du nom

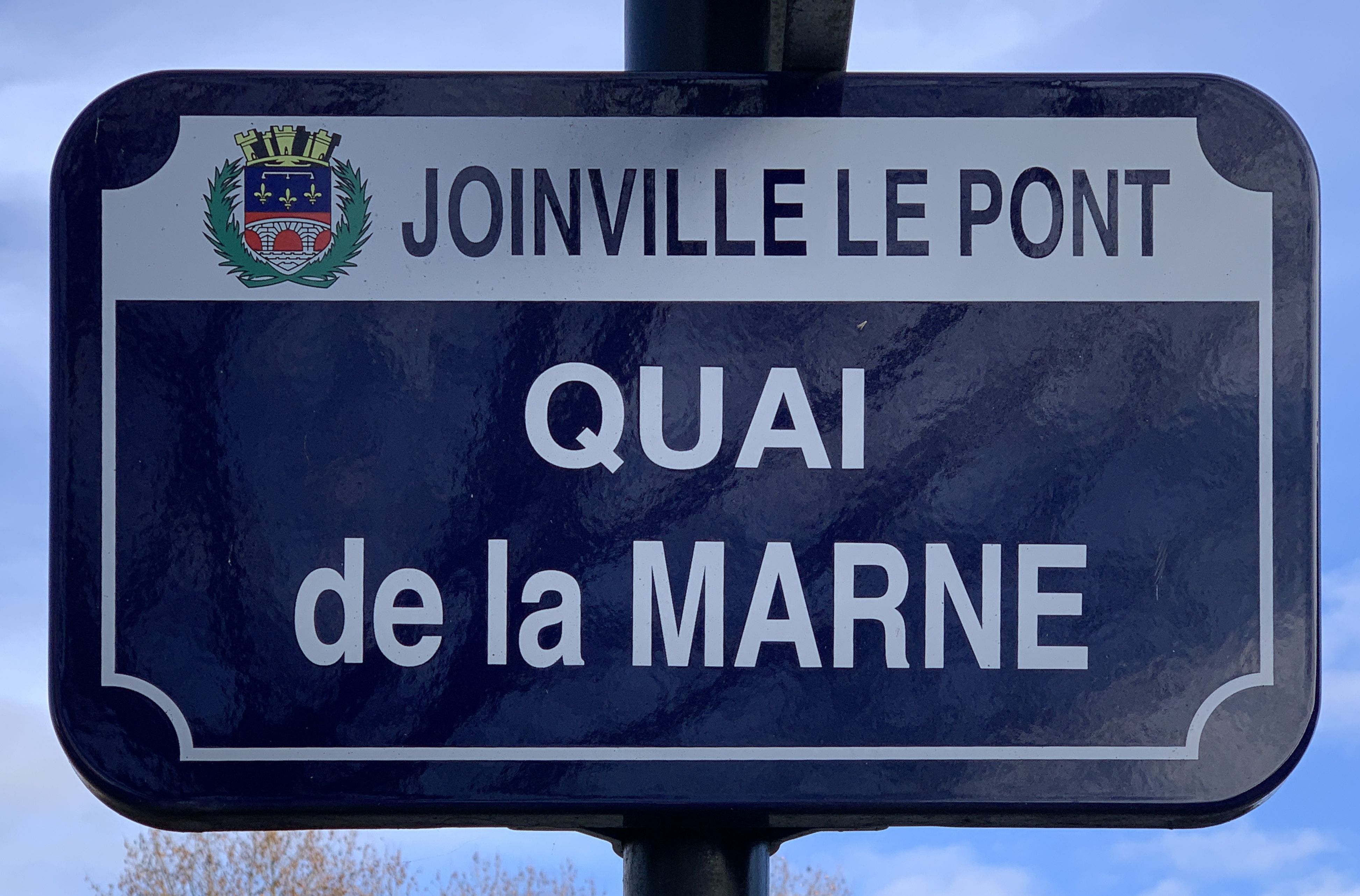
Plaque Quai de la Marne.

Le nom de ce quai fait référence à la Marne.

## Historique

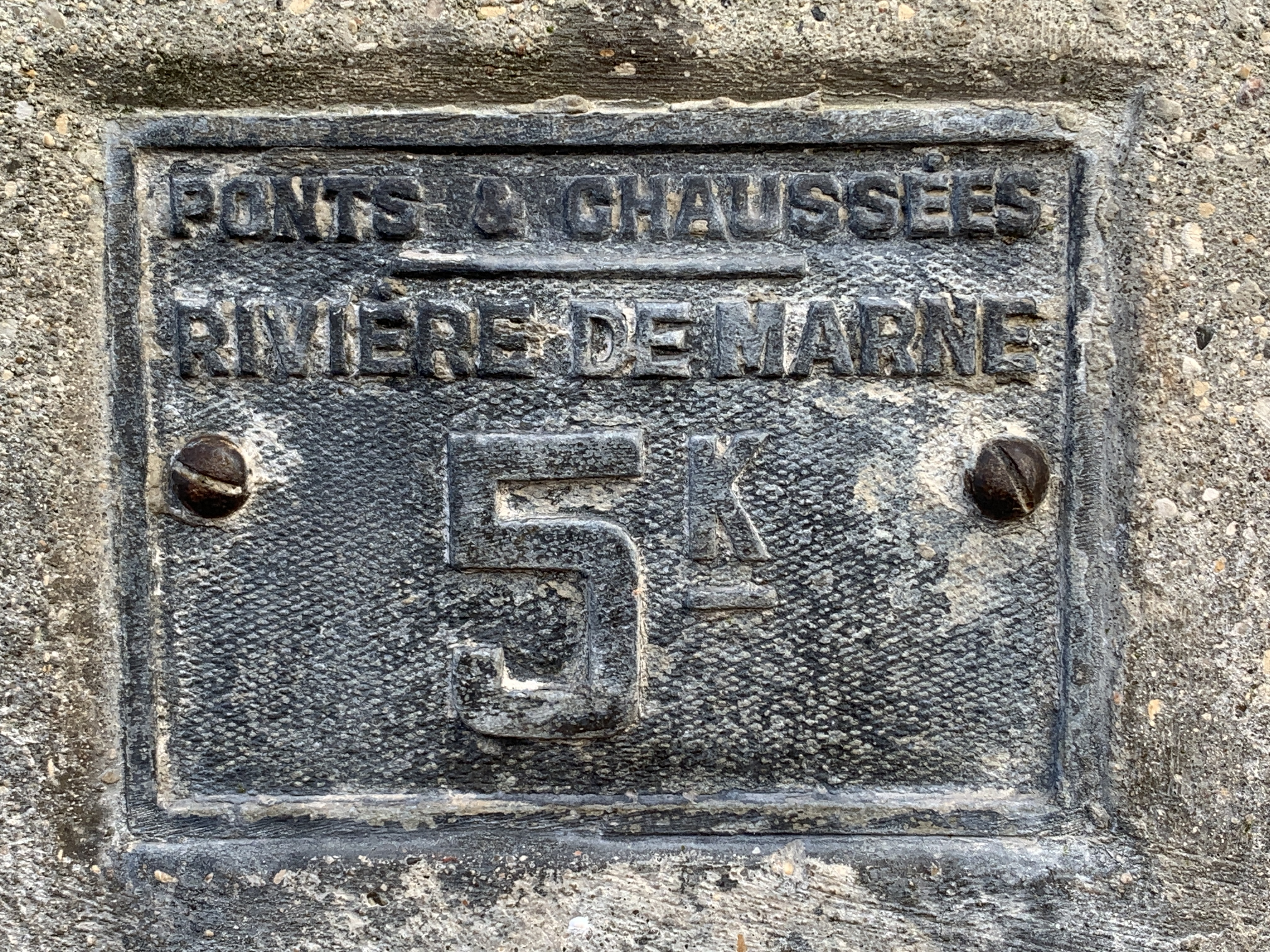
Panonceau kilométrique 5 des Ponts & Chaussées, Rivière de Marne.

De nombreuses sociétés de voile existaient à cet endroit dès la fin du XIXe siècle.
Le quai est réaménagé en 2017 et devient une zone 30.

## Bâtiments remarquables et lieux de mémoire

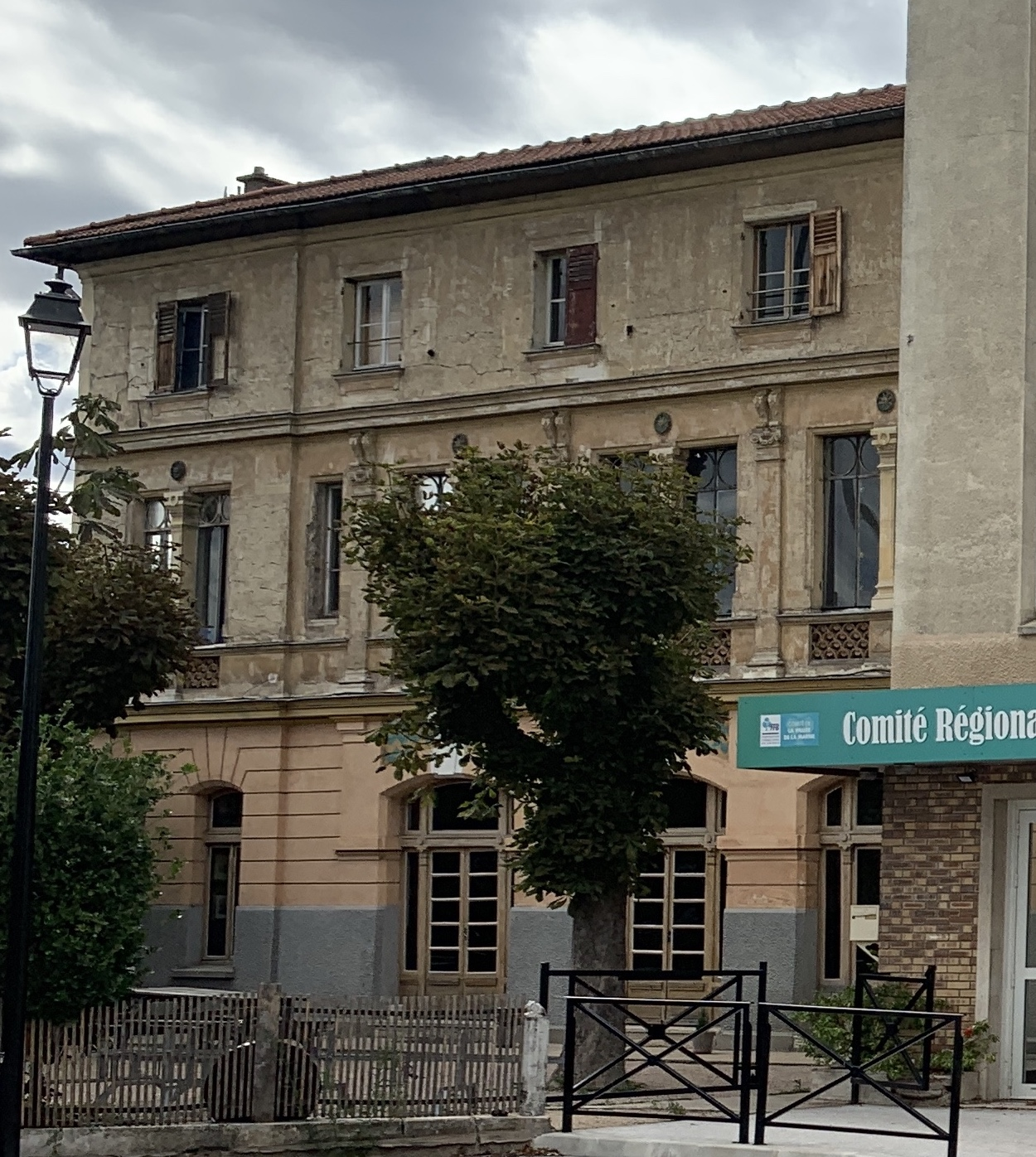
Hôtel des Voyageurs, 97 quai de la Marne à Joinville-le-Pont.

- Au no 97, une auberge datant de la fin du XIXe siècle[4].
- Aviron Marne et Joinville, club nautique fondé en 1886.